# عين السبيت
عين السبيت (بالإنجليزية: AIN SBIT)‏ هي قرية ريفية تابعة لإقليم الخميسات ضمن جهة الرباط سلا زمور زعير بالمغرب. بلغ مجموع عدد سكان عين السبيت حسب إحصاءات 2004 حوالي 11411 نسمة من بينهم 1 أجنبي يعيشون في2064 أسرة.